# سرخیو مور
سرخیو مور (اسپانیایی: Sergio Mur‎؛ ‏زاده ۲۳ مه ۱۹۷۷) بازیگر اسپانیایی است.
از کارهای معروف او می‌توان به بازی در ۱۴ آوریل، جمهوری، دختران تلفنچی، اخطار و اس‌ام‌اس: بی‌واهمه از رؤیا اشاره کرد.